# 31 maart
31 maart is de 90ste dag van het jaar (91ste dag in een schrikkeljaar) in de gregoriaanse kalender. Hierna volgen nog 275 dagen tot het einde van het jaar.

## Gebeurtenissen
- Algemeen
  - 1931 - Een forse aardbeving verwoest bijna de helft van Managua in Nicaragua, tweeduizend mensen komen om.
  - 1986 - Een Boeing 727 van Mexicana op weg naar Puerto Vallarta vat vlam en stort neer in de bergen ten noordwesten van Mexico-Stad, 167 mensen komen om.[1]
  - 1997 - Bij een treinongeluk in Spanje vallen zeker 26 doden en 60 gewonden. De trein was met 280 vakantiegangers op weg van Barcelona naar Irun in Baskenland.
  - 1997 - Bij een brand in een flatgebouw in de Duitse stad Krefeld komen drie leden van een Turkse familie om.
  - 1998 - Child Focus wordt opgericht in België.
  - 2002 - Na een grote aardbeving in de Taiwanese hoofdstad Taipei storten twee hijskranen van de 56ste verdieping van de Taipei 101 naar beneden. Vijf mensen komen om het leven.
  - 2013 - In het Krugerpark in Zuid-Afrika crasht een legerhelikopter. De vijf inzittenden komen om het leven.
  - 2017 - In het Belgische Zevekote wordt het rampenplan afgekondigd en het gehele dorp ontruimd nadat er een gifwolk ontstaat door een lek in een opslagtank met salpeterzuur op het terrein van een mestverwerkend bedrijf.

- Economie
  - 2004 - De Venezolaanse overheid richt Conviasa op als de nieuwe nationale luchtvaartmaatschappij van het Zuid-Amerikaanse land.

- Kunst en cultuur
  - 1993 - Acteur Brandon Lee overlijdt tijdens een ongeluk op de set van de film The Crow.
  - 1995 - De Amerikaanse zangeres Selena wordt vermoord in Corpus Christi, Texas. Deze dag wordt wereldwijd door Hispanics "Black Friday" genoemd.

- Media
  - 1959 - De Maasbode komt voor het laatst uit als zelfstandige krant.

- Oorlog
  - 1866 - De Spaanse marine bombardeert de haven van Valparaíso in Chili.
  - 1943 - Bombardement op het westen van Rotterdam, 326 doden en vierhonderd gewonden.
  - 1991 - Kroaten en Kroatische Serviërs raken slaags in Plitvice, het sluipende begin van de oorlog in Kroatië.

- Politiek
  - 307 - Na de echtscheiding van zijn vrouw Minervina trouwt Constantijn de Grote met Fausta, de dochter van de gepensioneerde Romeinse keizer Maximianus.
  - 1909 - Servië accepteert Oostenrijks gezag over Bosnië en Herzegovina.
  - 1917 - De Verenigde Staten nemen de Maagdeneilanden over na betaling van $25 miljoen aan Denemarken.
  - 1948 - Het Amerikaanse congres keurt het Marshallplan goed.
  - 1949 - Newfoundland wordt deel van Canada.
  - 1959 - De 14e dalai lama, Tenzin Gyatso, steekt de grens over naar India en krijgt daar politiek asiel.
  - 1991 - Einde van het Warschaupact.
  - 1991 - In een referendum in Georgië stemt 98,9 procent van de kiezers bij een opkomst van 90% vóór de onafhankelijkheid van het land van de Sovjet-Unie op basis van de akte van onafhankelijkheid van de Democratische Republiek Georgië van 26 mei 1918. De Abchaziërs en Zuid-Osseten boycotten het referendum. Enkele dagen later vraagt het parlement van de Sovjet-Unie in Moskou aan president Michail Gorbatsjov de noodtoestand af te kondigen in het separatistische Zuid-Ossetië, iets dat Gorbatsjov formeel weigert om een confrontatie met de Georgische leider Zviad Gamsachoerdia uit de weg te gaan.
  - 1997 - De centrum-linkse regering van de Indiase premier Deve Gowda wankelt, nu de Congrespartij weigert hem nog langer gedoogsteun te geven.
  - 1997 - De twee rivaliserende co-premiers van Cambodja proberen een gewelddadige politieke crisis in hun land te voorkomen, nadat een dag eerder bij een aanslag in Phnom Penh zeker zestien mensen om het leven zijn gekomen.
  - 2005 - Paul Wolfowitz wordt aangesteld als president van de Wereldbank.
  - 2005 - Prins Albert neemt de bestuurlijke taken van Monaco over van zijn zieke vader Prins Reinier III.
  - 2012 - Rebellen van de MNLA bezetten de Malinese stad Gao.
  - 2016 - De oppositie in Zuid-Afrika start een afzettingsprocedure tegen president Jacob Zuma nadat deze te horen heeft gekregen dat hij de grondwet heeft geschonden en de renovatie van zijn privéresidentie deels uit eigen zak moet betalen.

- Recreatie
  - 1994 - In Alphen aan den Rijn wordt het themapark Archeon geopend.

- Religie
  - 1829 - Kardinaal Francesco Saverio Castiglioni wordt gekozen tot Paus Pius VIII.

- Sport
  - 1997 - Martina Hingis lost Steffi Graf na achttien weken af als de nummer één op de wereldranglijst der proftennissters; de Zwitserse moet die positie na tachtig weken afstaan aan haar Amerikaanse collega Lindsay Davenport.
  - 1997 - Wielrenster Leontien van Moorsel pakt na drie jaar de draad weer op met winst in het criterium van Breezand.
  - 2004 - Zwemster Lisbeth Lenton scherpt in Sydney het wereldrecord op de 100 meter vrije slag aan tot 53,66. De mondiale toptijd was sinds 2000 met 53,77 in handen van Inge de Bruijn.
  - 2024 - De Nederlandse wielrenner Mathieu van der Poel wint na een solo van 45 km voor de derde keer in zijn loopbaan de Ronde van Vlaanderen. De Italiaan Luca Mozzato rijdt naar de tweede plaats en de Duitser Nils Politt wordt derde nadat de Australiër Michael Matthews gediskwalificeerd wordt vanwege het teveel afwijken van zijn lijn.[2]

- Wetenschap en technologie

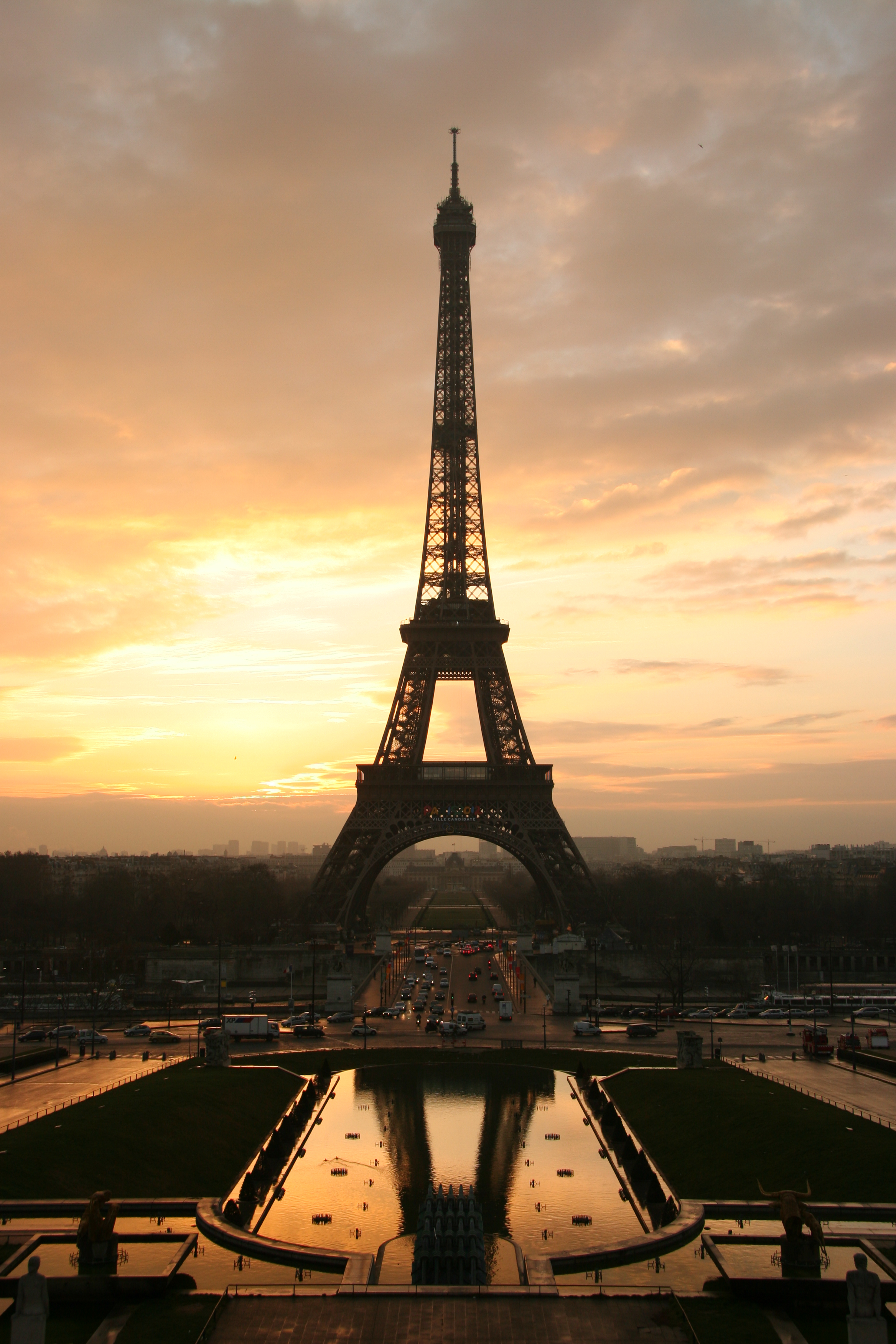
De Eiffeltoren

- - 1889 - De Eiffeltoren wordt ingewijd.
  - 1909 - De kiel van de Titanic wordt gelegd.
  - 1962 - NASA geeft goedkeuring aan het door de Canadese ontwerper Jim Chamberlin gemaakte ontwerp van het Gemini ruimtevaartuig.[3]
  - 1966 - De Sovjet-Unie lanceert Loena 10, de eerste ruimtesonde die in een baan om de maan komt.
  - 1970 - Explorer 1 komt na twaalf jaar terug in de atmosfeer.
  - 2017 - Het Amerikaanse bedrijf SpaceX lanceert de SES-10 communicatiesatelliet met een Falcon 9 raket waarvan de eerste trap ook bij een lancering in 2016 is gebruikt.[4]
  - 2023 - Lancering met een Lange Mars 4C raket van China Aerospace Science Corporation (CASC) vanaf lanceerbasis Jiuquan SLS-2 van de Yaogan 34-04 missie met een Chinese optische remote sensing satelliet.[5]
  - 2024 - Lancering van een Falcon 9 raket van SpaceX vanaf Kennedy Space Center Lanceercomplex 40 voor de Starlink Group 6-45 missie met 23 Starlink satellieten.[6]
  - 2024 - Lancering van een Sojoez 2.1a raket van Roskosmos vanaf Bajkonoer Kosmodroom platform 31/6 voor de Resurs-P No.4 missie met de gelijknamige aardobservatiesatelliet.[7]

## Geboren

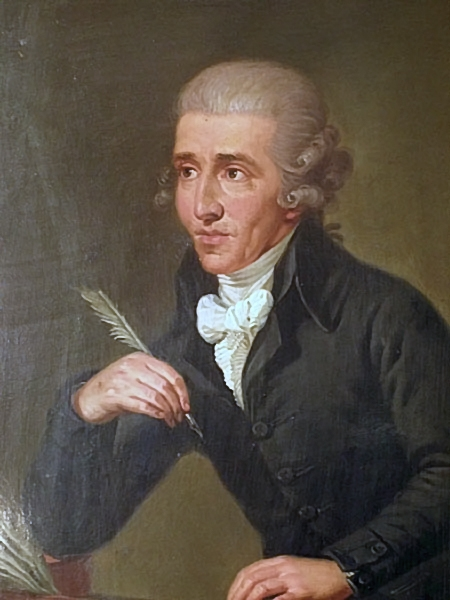
Joseph Haydn
geboren in 1732

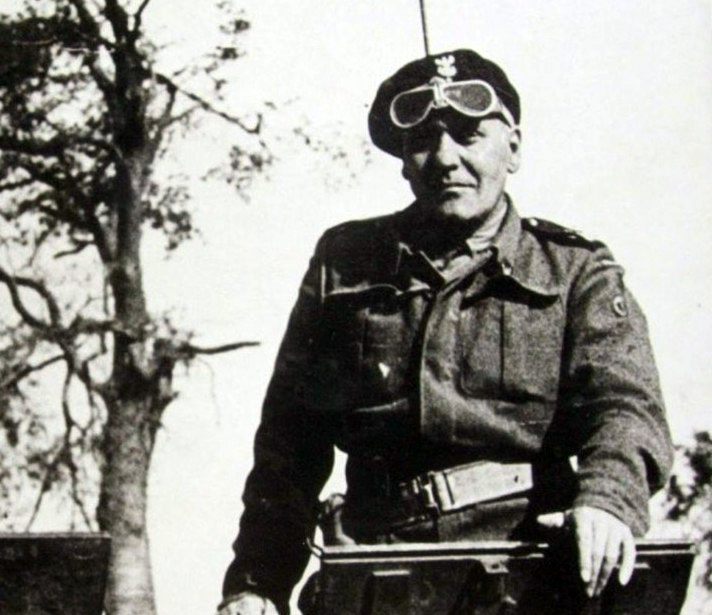
Stanisław Maczek
geboren in 1892

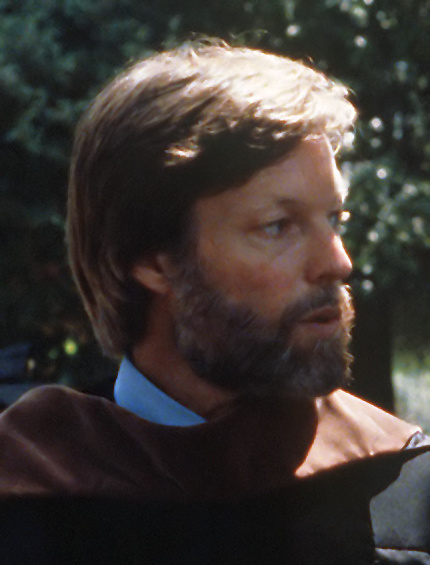
Richard Chamberlain
geboren in 1934

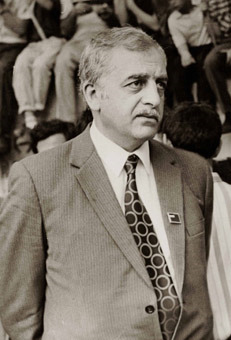
Zviad Gamsachoerdia
geboren in 1939

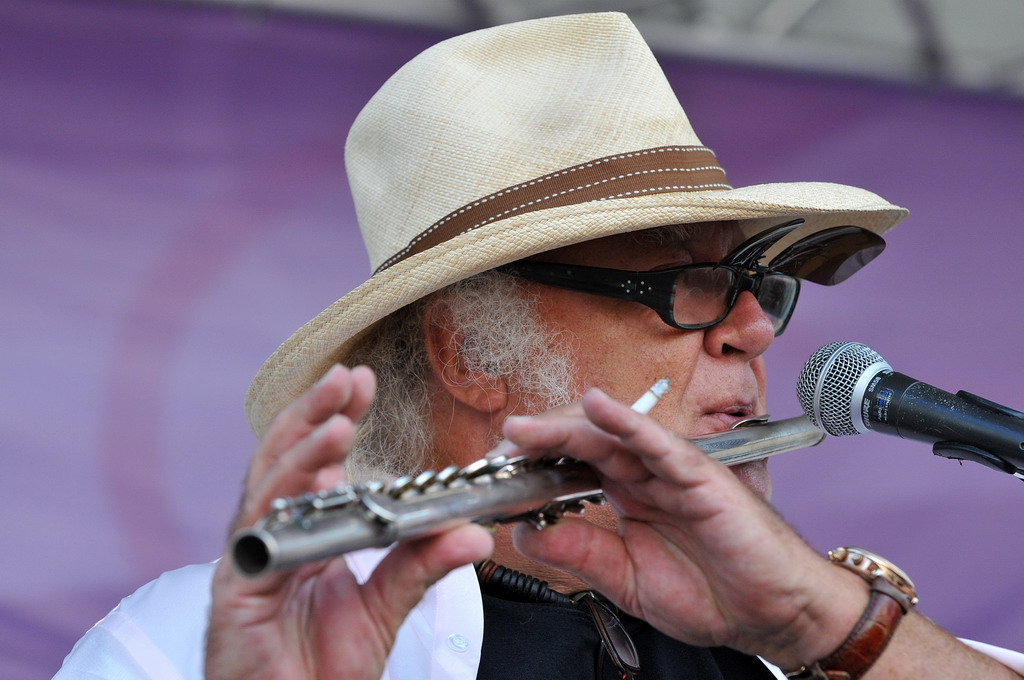
Thijs van Leer
geboren in 1948

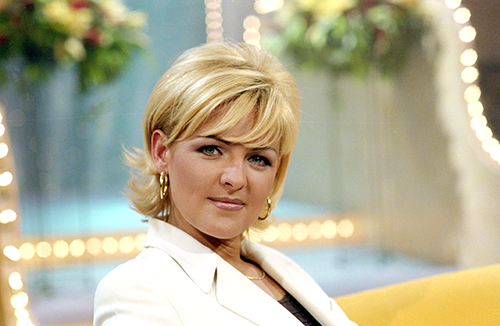
Caroline Tensen
geboren in 1964

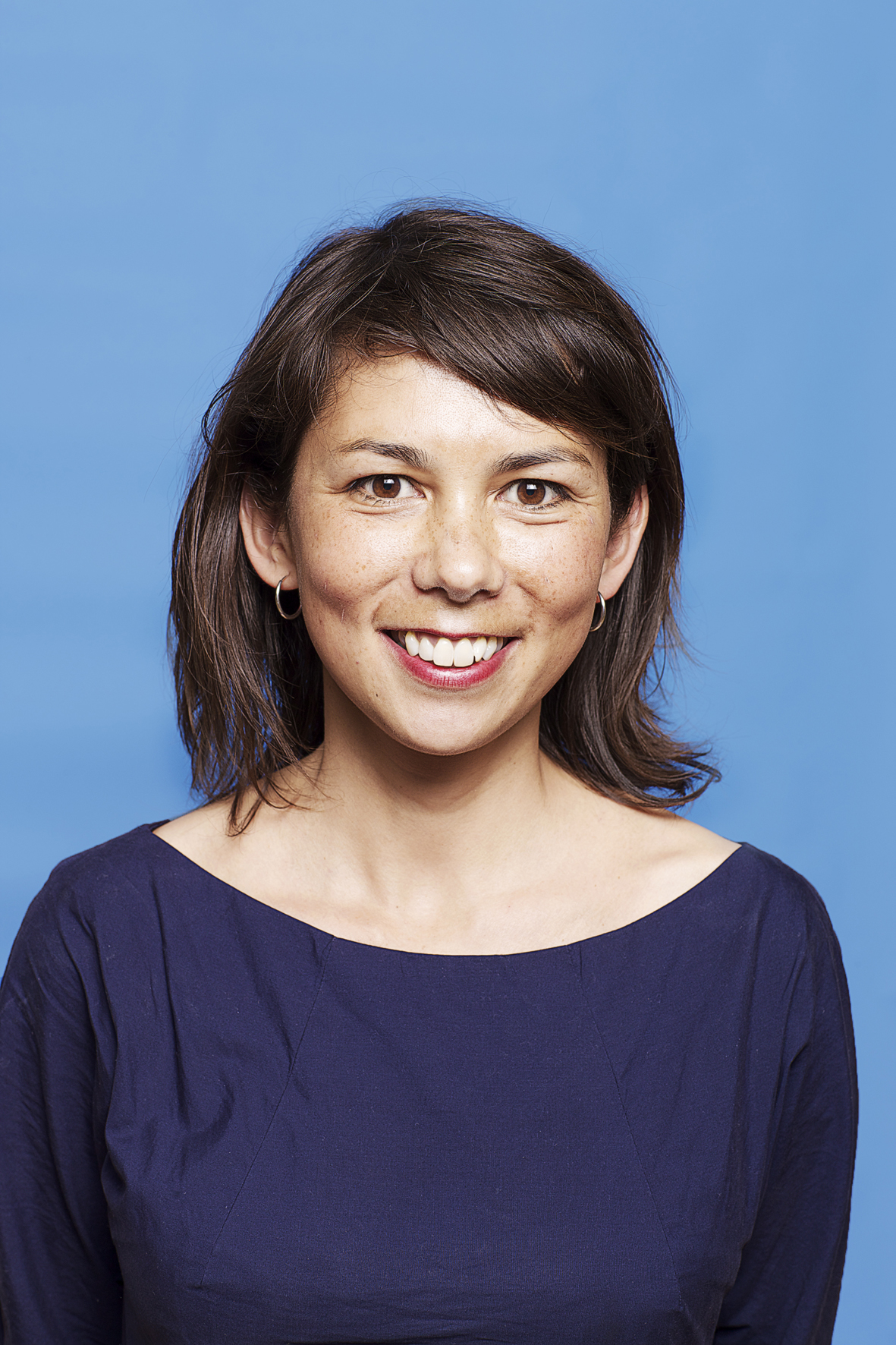
Mei Li Vos
geboren in 1970

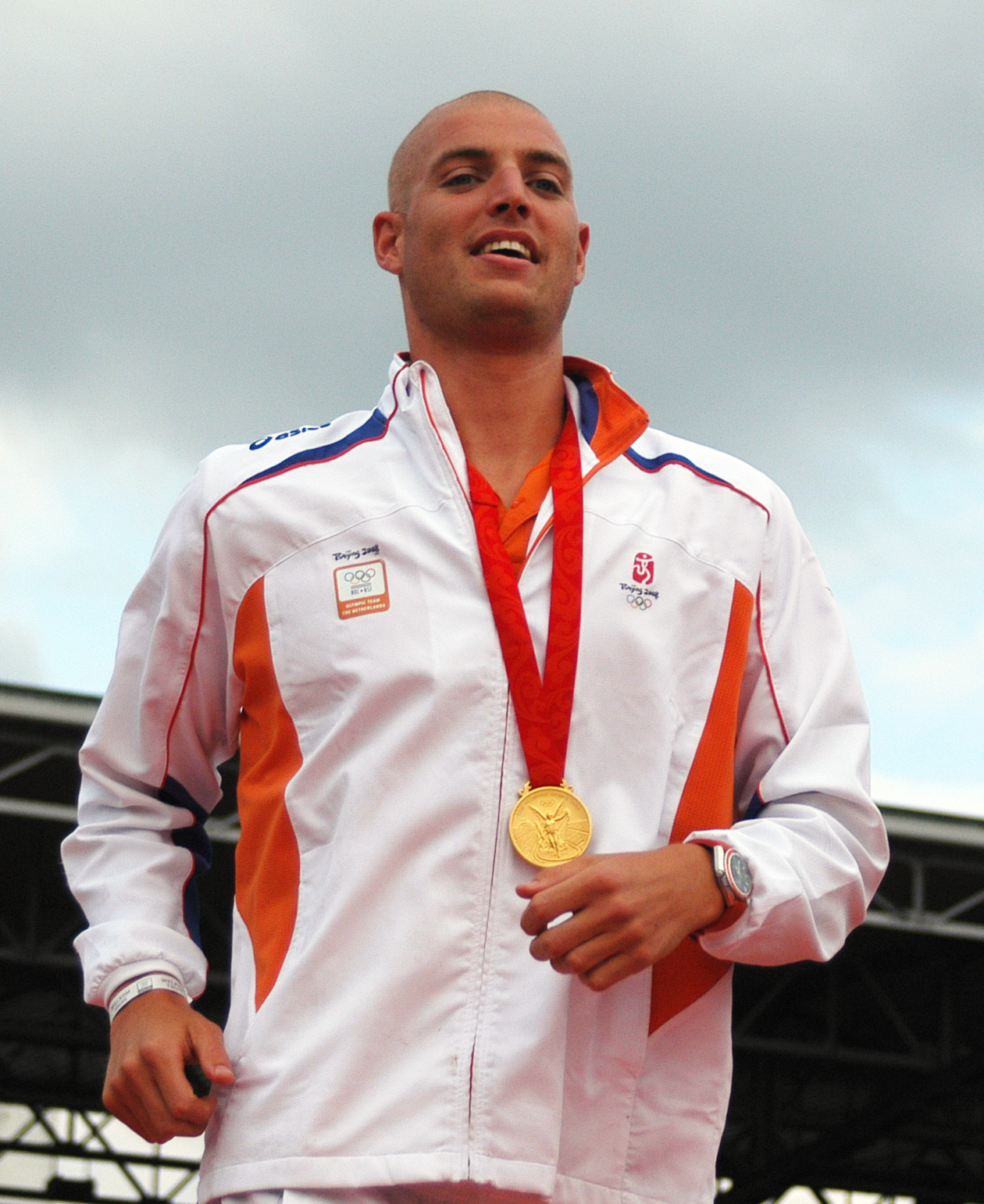
Maarten van der Weijden
geboren in 1981

- 250 - Constantius I Chlorus, keizer van het Romeinse Keizerrijk (overleden 306)
- 1499 - Giovanni Angelo Medici, de latere Paus Pius IV (overleden 1565)
- 1504 - Goeroe Angad, tweede goeroe van het sikhisme (overleden 1552)
- 1519 - Hendrik II, koning van Frankrijk (overleden 1559)
- 1596 - René Descartes, Frans wiskundige en filosoof (overleden 1650)
- 1621 - Andrew Marvell, Engels dichter (overleden 1678)
- 1675 - Prospero Lorenzo Lambertini, de latere Paus Benedictus XIV (overleden 1758)
- 1723 - Frederik V van Denemarken, koning van Denemarken en Noorwegen (overleden 1766)
- 1732 - Joseph Haydn, Oostenrijks componist (overleden 1809)
- 1757 - Gustaf Mauritz Armfelt, Zweeds diplomaat (overleden 1852)
- 1809 - Edward FitzGerald, Engels schrijver en vertaler (overleden 1883)
- 1809 - Nikolaj Gogol, Russisch schrijver (overleden 1852)
- 1811 - Robert Bunsen, Duits chemicus (overleden 1899)
- 1819 - Chlodwig zu Hohenlohe-Schillingsfürst, Duits politicus (overleden 1901)
- 1823 - Ernest Doudart de Lagrée, Frans zeeman, diplomaat en ontdekkingsreiziger (overleden 1868)
- 1850 - Charles Walcott, Amerikaans paleontoloog (overleden 1927)
- 1860 - Teodoro Sandiko, Filipijns politicus (overleden 1939)
- 1870 - James Middleton Cox, Amerikaans politicus (overleden 1957)
- 1878 - Jack Johnson, Amerikaans bokser (overleden 1946)
- 1884 - Teodoro Kalaw, Filipijns schrijver, bestuurder en politicus (overleden 1940)
- 1885 - Jules Pascin, Frans/Amerikaans kunstschilder (overleden 1930)
- 1889 - Adolf Jäger, Duits voetballer (overleden 1944)
- 1890 - Benjamin Adams, Amerikaans atleet (overleden 1961)
- 1890 - William Lawrence Bragg, Engels natuurkundige (overleden 1971)
- 1892 - Stanisław Maczek, Pools generaal (overleden 1994)
- 1900 - Henry, hertog van Gloucester (overleden 1974)
- 1903 - Harold Blackham, Engels humanist (overleden 2009)
- 1908 - Red Norvo, Amerikaans jazzmuzikant (overleden 1999)
- 1909 - Piet Jongeling, Nederlands journalist, verzetsstrijder, politicus en kinderboekenschrijver (overleden 1985)
- 1910 - Heitor Canalli, Braziliaans voetballer (overleden 1990)
- 1913 - Dai Rees, Welsh golfer (overleden 1983)
- 1914 - Octavio Paz, Mexicaans schrijver (overleden 1998)
- 1915 - Boy Edgar, Nederlands jazzmuzikant, medicus en verzetsstrijder (overleden 1980)
- 1920 - Jan van Herpen, Nederlands radiomaker en publicist (overleden 2008)
- 1920 - Marga Minco, Nederlands journaliste en schrijfster (overleden 2023)
- 1921 - Laura Conti, Italiaans arts, politica en schrijfster (overleden 1993)
- 1923 - Don Barksdale, Amerikaans basketballer (overleden 1993)
- 1923 - Jacques Félix, Frans poppenspeler (overleden 2006)
- 1926 - Sydney Earle Chaplin, Amerikaans acteur (overleden 2009)
- 1927 - César Chávez, Mexicaans/Amerikaans vakbondsleider en burgerrechtenactivist (overleden 1993)
- 1927 - William Daniels, Amerikaans acteur
- 1927 - Eduardo Martínez Somalo, Spaans theoloog en kardinaal (overleden 2021)
- 1927 - Ep Wieldraaijer, Nederlands politicus (overleden 2017)
- 1927 - Roel de Wit, Nederlands politicus en natuurbeschermer (overleden 2012)
- 1929 - Jacques Boël, Belgisch industrieel (overleden 2022)
- 1931 - Tamara Tysjkevitsj, Sovjet-Russisch atlete (overleden 1997)
- 1932 - Silvio Cesare Bonicelli, Italiaans bisschop (overleden 2009)
- 1932 - Jan Snoeks, Nederlands voetballer (overleden 2022)
- 1933 - Anita Carter, Amerikaans countryzangeres (overleden 1999)
- 1933 - Jos De Man, Belgisch jurist en auteur (overleden 2021)
- 1933 - Boris Tatoesjin, Sovjet voetballer en trainer (overleden 1998)
- 1934 - Richard Chamberlain, Amerikaans acteur (overleden 2025)
- 1934 - Kamala Das, Indiaas schrijfster (overleden 2009)
- 1934 - Shirley Jones, Amerikaans actrice
- 1934 - John D. Loudermilk, Amerikaans countryzanger/-instrumentalist (overleden 2016)
- 1934 - Carlo Rubbia, Italiaans natuurkundige en Nobelprijswinnaar
- 1934 - Koenraad Tinel, Belgisch beeldhouwer en tekenaar
- 1935 - Herb Alpert, Amerikaans trompettist
- 1937 - Willem Duyn, Nederlands zanger (overleden 2004)
- 1938 - Antje Gleichfeld, Duits atlete
- 1938 - Arthur B. Rubinstein, Amerikaans componist en dirigent (overleden 2018)
- 1939 - Zviad Gamsachoerdia, Georgisch schrijver, president en wetenschapper (overleden 1993)
- 1939 - Volker Schlöndorff, Duits filmregisseur
- 1939 - Karl-Heinz Schnellinger, Duits voetballer (overleden 2024)
- 1940 - Fred Derby, Surinaams politicus en vakbondsleider (overleden 2001)
- 1940 - Harvey Naarendorp, Surinaams diplomaat en politicus
- 1940 - Jet Schepp, Nederlands beeldhouwster
- 1941 - Ted Immers, Nederlands voetbaltrainer (overleden 2024)
- 1942 - Dan Graham, Amerikaans kunstenaar (overleden 2022)
- 1943 - Matthijs Röling, Nederlands kunstenaar (overleden 2024)
- 1943 - Christopher Walken, Amerikaans acteur
- 1944 - Sjoerd Elzer, Nederlands graficus en kunstschilder (overleden 2023)
- 1944 - Sjaak Hubregtse, Nederlands neerlandicus en publicist (overleden 2007)
- 1944 - Malcolm Roberts, Brits zanger (overleden 2003)
- 1945 - Alcindo Martha de Freitas (Alcindo), Braziliaans voetballer (overleden 2016)
- 1946 - Saskia Noorman-den Uyl, Nederlands politicus
- 1946 - Klaus Wolfermann, Duits atleet (overleden 2024)
- 1948 - Benjamin Diokno, Filipijns econoom en minister
- 1948 - Al Gore, Amerikaans vicepresident
- 1948 - Thijs van Leer, Nederlands fluitist
- 1948 - Rhea Perlman, Amerikaans actrice
- 1950 - András Adorján, Hongaars schaker (overleden 2023)
- 1950 - Felix Alen, Belgisch kok (overleden 2021)
- 1950 - Mia De Vits, Belgisch politicus
- 1950 - Mohamed Fellag, Algerijns komiek, acteur en schrijver
- 1950 - Hallie Foote, Amerikaans actrice
- 1950 - Henk Hage, Nederlands beeldend kunstenaar (overleden 2022)
- 1950 - Pedro Infante jr., Mexicaans zanger en acteur (overleden 2009)
- 1951 - Stephen Hannock, Amerikaans kunstschilder
- 1951 - Stefan Hertmans, Belgisch schrijver
- 1953 - Hannie Buenen, Nederlands musicus en tekstdichter
- 1954 - Zenon de Souza Farias (Zenon), Braziliaans voetballer
- 1955 - Hiroshi Aoshima, Japans componist, muziekpedagoog en dirigent
- 1955 - Lieneke le Roux, Nederlands actrice
- 1955 - Angus Young, Australisch gitarist
- 1956 - Kevin Cogan, Amerikaans autocoureur
- 1958 - Tony Cox, Amerikaans acteur
- 1958 - Rik Hoogendoorn, Nederlands acteur
- 1959 - Thierry Claveyrolat, Frans wielrenner (overleden 1999)
- 1960 - Jeroen Hermkens, Nederlands lithograaf
- 1960 - Andrew Oldcorn, Schots golfer
- 1961 - Guurtje Leguijt, Nederlands kinderboekenschrijfster
- 1962 - Olli Rehn, Fins (euro)politicus en bestuurder
- 1963 - Judith de Bruijn, Nederlands televisiepresentatrice
- 1964 - Kurt Boffel, Belgisch atleet
- 1964 - Monique Knol, Nederlands wielrenster
- 1964 - Caroline Tensen, Nederlands televisiepresentatrice
- 1965 - Jacqueline Kim, Amerikaans actrice
- 1966 - Roger Black, Brits atleet
- 1966 - Peter Motte, Belgisch schrijver
- 1966 - Tommy Werner, Zweeds zwemmer
- 1967 - Cobus Bosscha, Nederlands radiopresentator
- 1967 - Ľubomír Luhový, Slowaaks voetballer
- 1967 - Agustín Moreno, Mexicaans tennisser
- 1968 - Muriel Bats, Belgisch actrice
- 1968 - Big Syke, Amerikaans rapper (overleden 2016)
- 1968 - Mauro Lucchiari, Italiaans motorcoureur
- 1970 - Martin Drent, Nederlands voetballer
- 1970 - Mei Li Vos, Nederlands politica
- 1971 - Martin Atkinson, Engels voetbalscheidsrechter
- 1971 - Ewan McGregor, Brits acteur
- 1971 - Matteo Trefoloni, Italiaans voetbalscheidsrechter
- 1972 - Sietse Fritsma, Nederlands politicus
- 1972 - Isabelle de Ridder, Nederlands kinderboekenschrijfster
- 1972 - Renate van der Zalm, Nederlands televisiepresentatrice
- 1974 - Ronald Gram, Nederlands atleet
- 1974 - Stefan Olsdal, Zweeds bassist, gitarist en toetsenist (Placebo)
- 1974 - Jani Sievinen, Fins zwemmer
- 1976 - Roberto González, Mexicaans autocoureur
- 1976 - Graeme Smith, Schots zwemmer
- 1976 - Monique de Wilt, Nederlands atlete
- 1977 - Domenico Fioravanti, Italiaans zwemmer
- 1977 - Zoltán Gyimesi, Hongaars schaker
- 1977 - Eelco Smits, Nederlands acteur
- 1978 - Jérôme Rothen, Frans voetballer
- 1978 - Vivian Schmitt, Duits pornoactrice en model
- 1978 - Tony Yayo, Amerikaans hiphopartiest
- 1978 - Nikos Zakos, Grieks autocoureur
- 1979 - Alexis Ferrero, Argentijns voetballer
- 1979 - Benjamin Pratnemer, Sloveens darter
- 1979 - Resit Schuurman, Nederlands voetballer
- 1980 - César Campaniço, Portugees autocoureur
- 1980 - Peter Kuipers Munneke, Nederlands meteoroloog
- 1980 - Sarina Voorn, Nederlands zangeres
- 1981 - Bleri Lleshi, Albanees-Belgisch filosoof en schrijver
- 1981 - Thomas Chatelle, Belgisch voetballer
- 1981 - Maarten van der Weijden, Nederlands openwaterzwemmer
- 1982 - Ruud Kras, Nederlands voetballer
- 1982 - David Poisson, Frans alpineskiër (overleden 2017)
- 1983 - Sandra Beckerman, Nederlands archeologe en politica
- 1983 - Karel Zelenka, Tsjechisch/Italiaans kunstschaatser
- 1984 - Martins Dukurs, Lets skeletonracer
- 1985 - Ivana Hudziecová, Tsjechisch kunstschaatsster
- 1987 - Nordin Amrabat, Nederlands/Marokkaans voetballer
- 1987 - Humpy Koneru, Indiaas schaakster
- 1987 - Martijn Teerlinck, Nederlands muzikant en dichter (overleden 2013)
- 1987 - Tim Vleminckx, Belgisch voetballer
- 1987 - Nelli Zhiganshina, Russisch/Duits kunstschaatsster
- 1988 - Thomas De Corte, Belgisch voetballer
- 1988 - Edit Miklós, Roemeens alpineskiester
- 1989 - Cor Gillis, Belgisch voetballer
- 1989 - Katrin Müller, Zwitsers freestyleskiester
- 1990 - Jemma Lowe, Brits zwemster
- 1991 - Juliana Gaviria, Colombiaans baanwielrenster
- 1991 - Rodney Sneijder, Nederlands voetballer
- 1992 - Tesfaye Abera, Ethiopisch atleet
- 1994 - Mads Würtz Schmidt, Deens wielrenner
- 1999 - Tereza Jančová, Slowaaks alpineskiester
- 2001 - James Wiseman, Amerikaans basketballer
- 2002 - Daniela Campos, Portugees wielrenster
- 2003 - Grace Clinton, Engels voetbalster
- 2013 - Sofía Otero, Spaans actrice

## Overleden

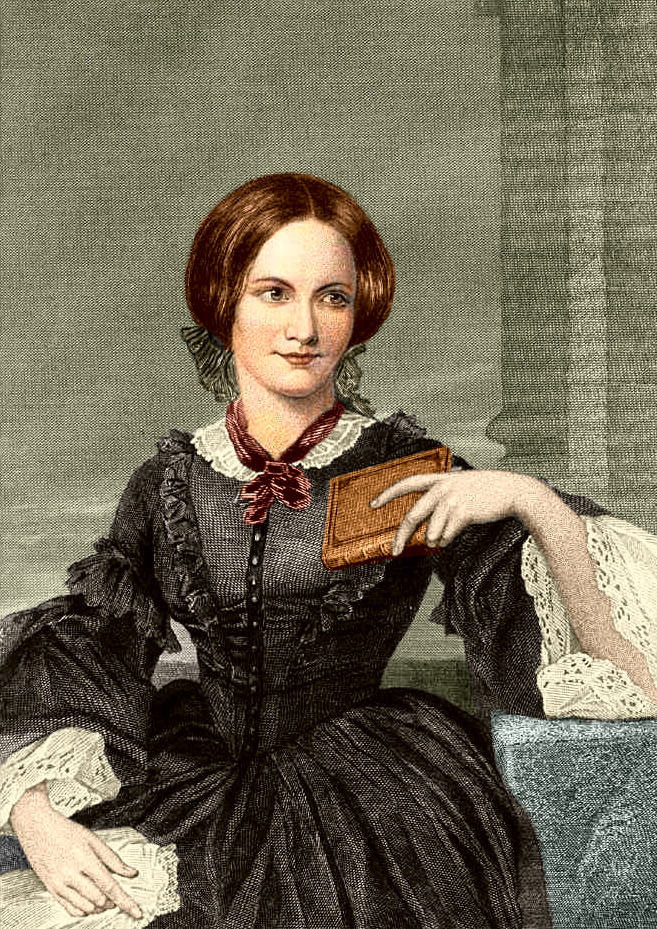
Charlotte Brontë
overleden in 1855

Jesse Owens
overleden in 1980

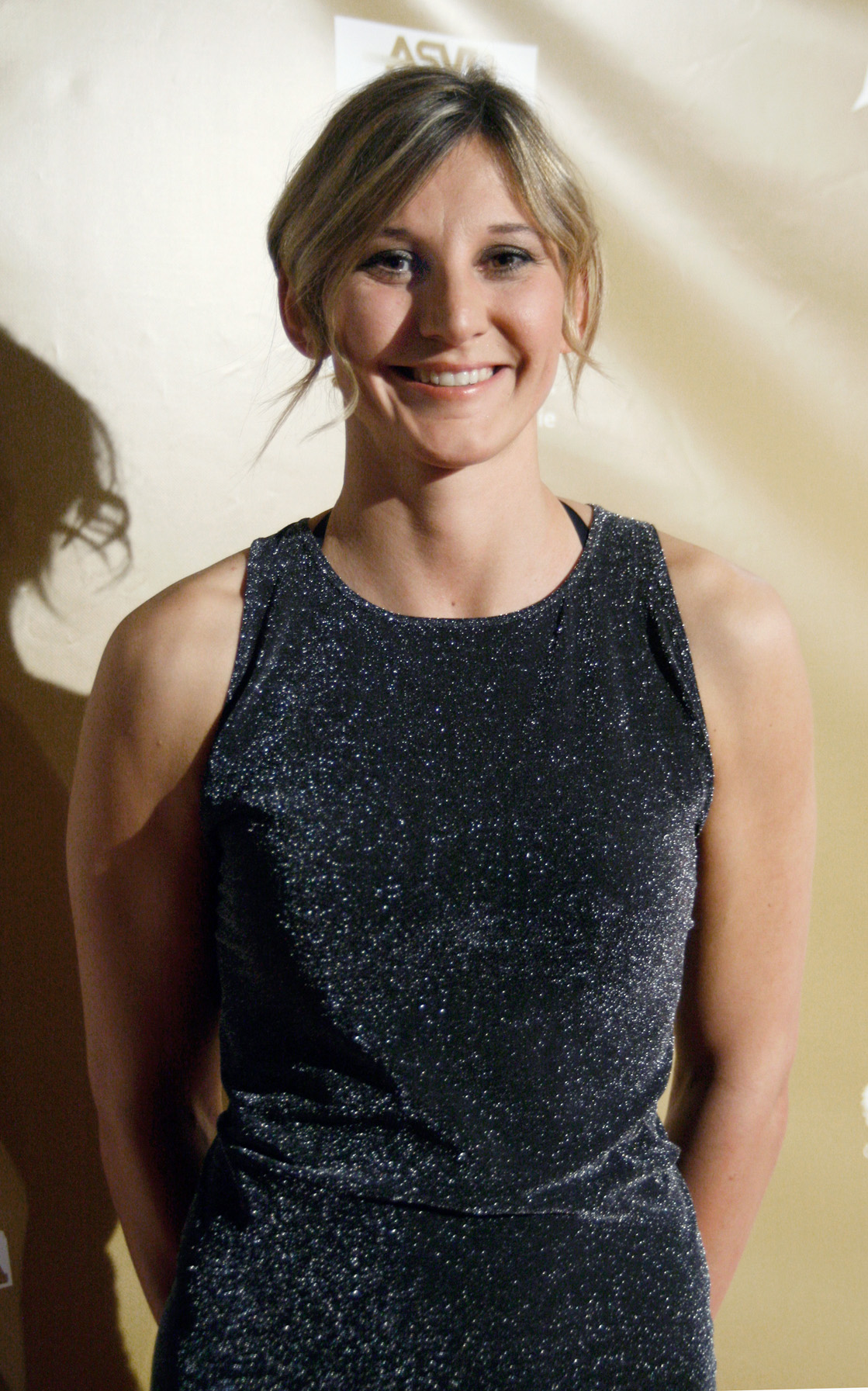
Claudia Heill
overleden in 2011

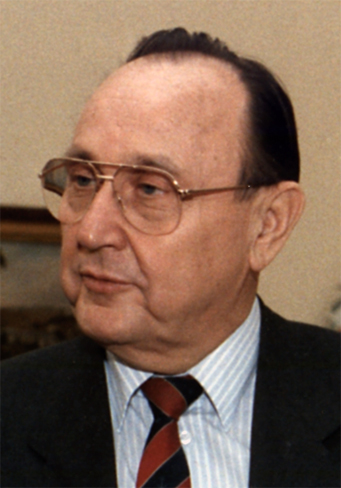
Hans-Dietrich Genscher
overleden in 2016

- 1567 - Filips I van Hessen (62), landgraaf van Hessen
- 1621 - Filips III van Spanje (43), koning van Spanje
- 1670 - Jacob Westerbaen (70), Nederlands dichter
- 1727 - Isaac Newton (84), Brits natuurkundige, filosoof, wiskundige en alchemist
- 1837 - John Constable (60), Engels schilder
- 1855 - Charlotte Brontë (38), Brits schrijfster
- 1860 - Évariste Huc (46), Frans missionaris
- 1860 - Frederick Irwin (66), waarnemend gouverneur van West-Australië
- 1877 - Antoine-Augustin Cournot (75), Frans wiskundige, econoom en filosoof
- 1892 - Pieter Frederik van Os (83), Nederlands kunstschilder
- 1894 - Pavel Jablotsjkov (46), Russisch elektrotechnicus
- 1908 - Lodewijk Dommers (71), Nederlands bestuurder en ondernemer
- 1914 - Christian Morgenstern (42), Duits dichter
- 1917 - Emil Adolf von Behring (63), Duits arts
- 1920 - Hector Hodler (32), Zwitsers Esperantist
- 1920 - Lothar von Trotha (71), Duits generaal
- 1926 - Antoine Arts (80), Nederlands politicus, journalist en militair
- 1934 - Franziskus Ehrle (88), Duits curiekardinaal
- 1938 - Willem Kloos (78), Nederlands dichter
- 1944 - Salo Landau (40), Nederlands schaker
- 1945 - Jean Mesritz (27), Nederlands verzetsstrijder
- 1946 - Francisco Largo Caballero (76), Spaans politicus
- 1953 - Liede Tilanus (82), Nederlands politica, socialiste en feministe
- 1968 - Eivar Widlund (62), Zweeds voetballer
- 1969 - Carlos Francisco (57), Filipijns kunstenaar
- 1974 - Karl Hohmann (65), Duits voetballer en trainer
- 1976 - Auke Adema (68), Nederlands marathonschaatser
- 1978 - Romain Gijssels (71), Belgisch wielrenner
- 1980 - Jesse Owens (66), Amerikaans atleet
- 1981 - Julien Rotsaert (78), Belgische broeder, leraar en componist
- 1986 - Kees Bastiaans (76), Nederlands kunstschilder
- 1993 - Brandon Lee (28), Amerikaans vechtsportacteur
- 1994 - Léon Degrelle (87), Belgisch politicus
- 1995 - Gustaf Adolf Boltenstern jr. (90), Zweeds ruiter
- 1995 - Sipke Castelein (84), Nederlands schaatser
- 1995 - Selena Quintanilla (23), Amerikaans zangeres
- 1997 - Friedrich Hund (101), Duits natuurkundige
- 2000 - Gisèle Freund (91), Frans fotograaf
- 2001 - Clifford Shull (85), Amerikaans natuurkundige
- 2001 - Rob Stolk (55), Nederlands politiek activist
- 2003 - Tommy Seebach (53), Deens muzikant en producer
- 2005 - Justiniano Montano (99), Filipijns politicus
- 2006 - Gerhard Potma (38), Nederlands zeiler
- 2007 - Paul Watzlawick (85), Oostenrijks-Amerikaans psycholoog, filoloog en communicatiewetenschapper
- 2008 - Jules Dassin (96), Frans/Amerikaans filmregisseur
- 2009 - Raúl Alfonsín (82), Argentijns politicus
- 2009 - Jarl Alfredius (66), Zweeds journalist
- 2009 - Michael Cox (60), Engels schrijver
- 2010 - Yves Baré (71), Belgisch voetballer en voetbaltrainer
- 2011 - Willem Cordia (70), Nederlands havenondernemer en investeerder
- 2011 - Claudia Heill (29), Oostenrijks judokaWilly Naessens
overleden in 2025

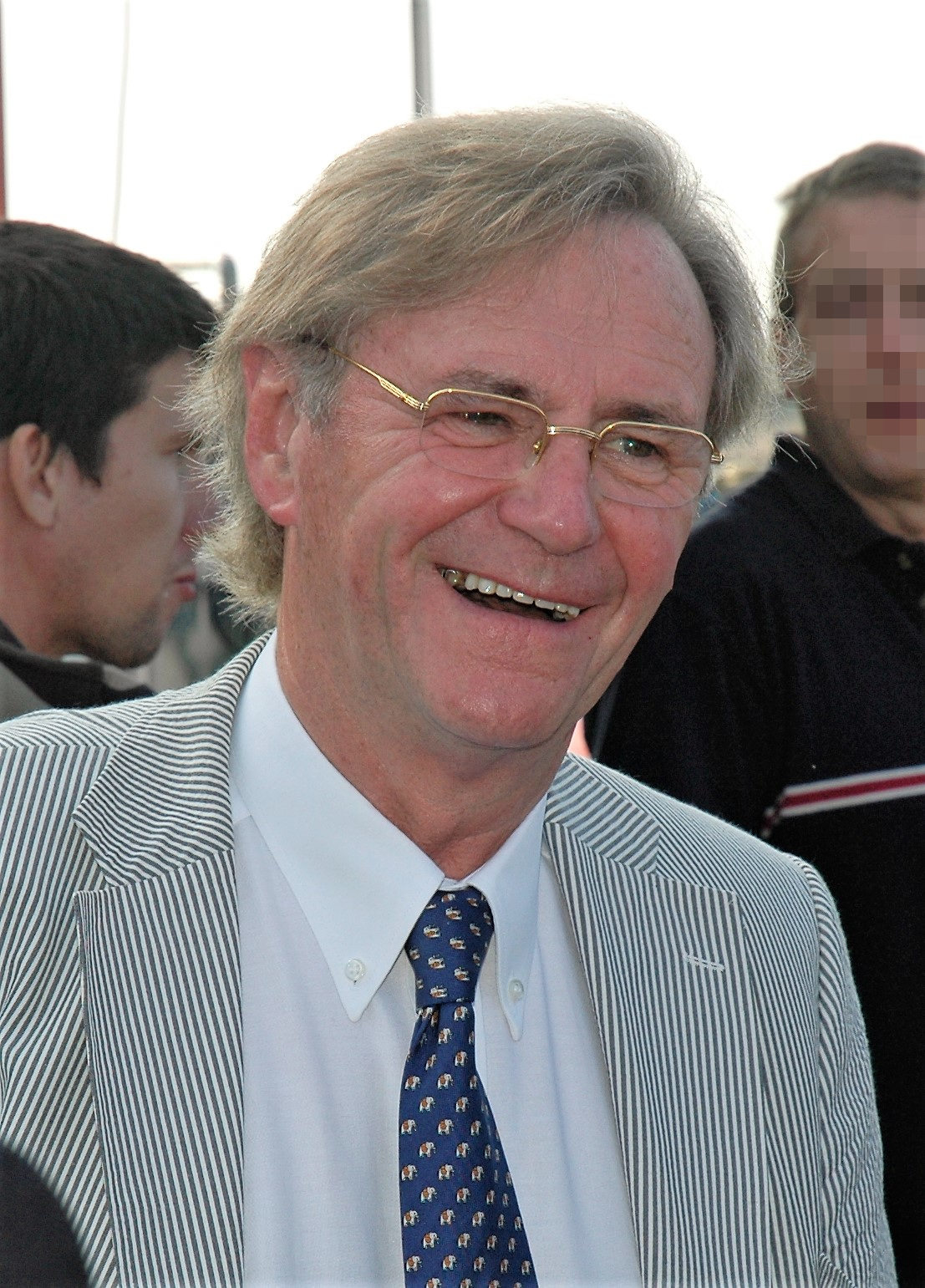
Willy Naessens
overleden in 2025

- 2011 - Albert Liénard (73), Belgisch minister
- 2014 - Frankie Knuckles (59), Amerikaans house-dj en -producer
- 2014 - John van Nielen (52), Nederlands voetballer
- 2015 - Ad den Besten (92), Nederlands dichter, vertaler en essayist
- 2016 - Georges Cottier (93), Zwitsers kardinaal
- 2016 - Hans-Dietrich Genscher (89), Duits politicus
- 2016 - Zaha Hadid (65), Iraaks/Brits architecte
- 2016 - Imre Kertész (86), Hongaars schrijver
- 2016 - Bertil Roos (72), Zweeds autocoureur
- 2017 - Gilbert Baker (65), Amerikaans ontwerper en homoactivist
- 2017 - John te Loo (88), Nederlands burgemeester
- 2017 - James Rosenquist (83), Amerikaans kunstschilder
- 2017 - Anton Westerlaken (62), Nederlands vakbondsbestuurder
- 2018 - Frank Aendenboom (76), Belgisch acteur
- 2018 - Jan Snoeck (91), Nederlands beeldhouwer
- 2019 - Nipsey Hussle (33), Amerikaans rapper
- 2020 - Wallace Roney (59), Amerikaans jazztrompettist
- 2021 - Kamal Ganzouri (88), Egyptisch politicus
- 2021 - Cees den Heyer (78), Nederlands protestants theoloog
- 2021 - Thomas Saisi (75), Keniaans atleet
- 2022 - Georgi Atanasov (88), Bulgaars politicus
- 2022 - Patrick Demarchelier (78), Frans modefotograaf
- 2022 - Victor Peuskens (81), Belgisch politicus
- 2025 - Arie Berkulin (85), Nederlands beeldhouwer
- 2025 - Willy Naessens (86), Belgisch ondernemer
- 2025 - Yves Boisset (86), Frans film- en televisieregisseur
- 2025 - Firmin Dupulthys (80), Belgisch politicus

## Viering/herdenking
- Pasen in 1619, 1630, 1641, 1652, 1709, 1720, 1771, 1782, 1793, 1839, 1850, 1861, 1872, 1907, 1918, 1929, 1991, 2002, 2013, 2024.
- Malta: Jum il-Ħelsien (Dag van de Vrijheid), terugtrekking laatste Britse troepen in 1979
- Zwolle (Monument aan de Meppelerstraatweg): herdenking van vijf inwoners van Zwolle en Zwollerkerspel die hier op 31 maart 1945 door de bezetter zijn gefusilleerd.
- Rooms-katholieke kalender:
  - Heilige Benjamin (van Perzië) † 424
  - Heilige martelaren of Afrika: Cornelia en Theodulus † c. 300
  - Heilige Balbina van Rome † c. 130
  - Heilige Aldo (van Hasnon) † einde 8e eeuw
  - Heilige Mella (van Connaught) († c. 780)
  - Zalige Bonaventura Tolomei († 1348)
  - Hendrik Werner † 1844

## Weerextremen

### Nederland
| | Officiële records | Officiële records | Officiële records |      | Landelijke records | Landelijke records | Landelijke records               |
| Gebeurtenis | Jaar              | Extreem           | Locatie           | Jaar | Extreem            | Locatie            |                                  |
| --- | ----------------- | ----------------- | ----------------- | ---- | ------------------ | ------------------ | -------------------------------- |
| Laagste etmaalgemiddelde temperatuur (°C) | 1922, 1952        | 0,4               | De Bilt           |      | 2013               | −1,3               | Deelen                           |
| Hoogste etmaalgemiddelde temperatuur (°C) | 2014              | 14,7              | De Bilt           |      | 2021               | 16,8               | Maastricht                       |
| Laagste minimumtemperatuur (°C) | 1977, 2013        | −5,3              | De Bilt           |      | 2013               | −7,8               | Deelen                           |
| Hoogste minimumtemperatuur (°C) | 2006              | 9,9               | De Bilt           |      | 2017               | 11,3               | Maastricht                       |
| Laagste maximumtemperatuur (°C) | 1952              | 2,1               | De Bilt           |      | 1952               | 1,2                | Twenthe                          |
| Hoogste maximumtemperatuur (°C) | 2021              | 23,8              | De Bilt           |      | 2021               | 26,1               | Arcen                            |
| Hoogste uurgemiddelde windsnelheid (m/s) | 1948              | 18,0              | De Bilt           |      | 2015               | 23,0               | Lauwersoog, Vlieland, Vlissingen |
| Hoogste windstoot (m/s) | 2015              | 26,0              | De Bilt           |      | 2015               | 37,0               | Hoek van Holland                 |
| Langste zonneschijnduur (uur) | 1997, 2020        | 12,0              | De Bilt           |      | 2020               | 12,2               | Gilze-Rijen, Hupsel              |
| Langste neerslagduur (uur) | 2022-2023         | 14,4              | De Bilt           |      | 2022               | 21,4               | Lelystad                         |
| Hoogste etmaalsom van de neerslag (mm) | 2022              | 12,8              | De Bilt           |      | 2022               | 26,7               | Deelen                           |
| Laagste etmaalgemiddelde relatieve vochtigheid (%) | 1931              | 50                | De Bilt           |      | 1931               | 45                 | Maastricht                       |
| Laagste uurwaarde luchtdruk op zeeniveau (hPa) | 1992              | 985,0             | De Bilt           |      | 1992               | 982,0              | Vlissingen                       |
| Hoogste uurwaarde luchtdruk op zeeniveau (hPa) | 1990              | 1037,6            | De Bilt           |      | 1990               | 1038,5             | De Kooy                          |
| Officiële records worden altijd gemeten op het KNMI-weerstation in De Bilt. Landelijke records kunnen worden gemeten op elk officieel KNMI-weerstation in Nederland. |                   |                   |                   |      |                    |                    |                                  |

Uitzonderlijke gebeurtenissen
- 1914 - Eerste officiële zachte dag van het jaar (maximumtemperatuur ≥ 15 °C in De Bilt)
- 1977 - Officieel laagste minimumtemperatuur in °C van het jaar gemeten in De Bilt: −5,3
- 1997 - Officieel maandrecord langste zonneschijnduur in uren van maart gemeten in De Bilt: 12,0. Samen met 30 maart 1977 en 31 maart 2020
- 2009 - Eerste landelijke zachte dag van het jaar gemeten in Deelen (maximumtemperatuur ≥ 15 °C op een officieel weerstation)
- 2020 - Officieel maandrecord langste zonneschijnduur in uren van maart gemeten in De Bilt: 12,0. Samen met 30 maart 1977 en 31 maart 1997
- 2020 - Landelijk maandrecord langste zonneschijnduur in uren van maart gemeten in Gilze-Rijen en Hupsel: 12,2
- 2021 - Landelijk maandrecord hoogste maximumtemperatuur in °C van maart gemeten in Arcen: 26,1
- 2021 - Eerste landelijke zomerse dag van het jaar gemeten in Arcen, Eindhoven en Ell (maximumtemperatuur ≥ 25 °C op een officieel weerstation)
- 2023 - Officieel langste neerslagduur in uren van maart dit jaar gemeten in De Bilt: 14,4
- 2023 - Landelijk langste neerslagduur in uren van maart dit jaar gemeten in Gilze-Rijen: 19,7

### België
Dagrecords
- 1952 - Laagste etmaalgemiddelde temperatuur 0,8 °C
- 2014 - Hoogste etmaalgemiddelde temperatuur 16,3 °C[10]
- 1977 - Laagste minimumtemperatuur −3,4 °C
- 2021 - Hoogste maximumtemperatuur 22.9 °C
- 1980 - Hoogste etmaalsom van de neerslag 24,1 mm

Uitzonderlijke gebeurtenissen
- 1936 - Warmste maart-decade van de eeuw, met een gemiddelde temperatuur van 12,3 °C.
- 1971 - In maart heeft het 13 dagen gevroren in Ukkel.
- 1977 - Minimumtemperatuur tot −4,9 °C in Koksijde en −10,0 °C in Botrange (Waimes).
- 1986 - Natste maart-decade van de eeuw: neerslaghoeveelheid: 99,3 mm.
- 2013 - In maart heeft het 18 dagen gevroren in Ukkel (KMI - meetstation).[10]

<< · 1 · 2 · 3 · 4 · 5 · 6 · 7 · 8 · 9 · 10 · 11 · 12 · 13 · 14 · 15 · 16 · 17 · 18 · 19 · 20 · 21 · 22 · 23 · 24 · 25 · 26 · 27 · 28 · 29 · 30 · 31 · >>